# Пелмадулла (підрозділ окружного секретаріату)
Підрозділ окружного секретаріату Пелмадулла — підрозділ окружного секретаріату округу Ратнапура, провінції Сабарагамува, Шрі-Ланка. Складається з 37 Грама Ніладхарі.